# پوئرتو د سان بیسنته
پوئرتو د سان بیسنته (به اسپانیایی: Puerto de San Vicente) یک شهرستان در اسپانیا است که در استان تولدو واقع شده‌است.

## خصوصیات
پوئرتو د سان بیسنته ۴۶ کیلومترمربع مساحت و ۲۴۸ نفر جمعیت دارد و ۷۳۶ متر بالاتر از سطح دریا واقع شده‌است.